# هاینتس لمانستسوک
هاینتس لمانستسوک (به آلمانی: Heinz Lemanczyk) بازیکن فوتبال و مهاجم اهل آلمان شرقی بود که از سال ۱۹۵۵ میلادی عضو تیم ملی فوتبال آلمان شرقی بوده‌است. وی در ۲ بازی ملی حضور داشته و در بازی‌های ملی‌اش گلی به ثمر نرساند. هاینتس لمانستسوک آخرین بازی ملی خود را در سال ۱۹۵۸ میلادی انجام داد.